# Акамас (полуостров)
Акамас (греч. Ακάμας) — полуостров и мыс на западе Кипра. Его вершина образует самую западную точку Кипра. Ближайший город — Лачи, часть муниципалитета Полис Хрисохус.
Полуостров, вероятно, носит имя Акамаса, сына Тесея. Он должно быть остановился там после Троянской войны.
Акамас является природным заповедником. Из 530 встречающихся видов растений 35 являются эндемичными. Эндемичный вид бабочек Glaucopsyche paphos можно также наблюдать на полуострове. Морские черепахи логгерхеды откладывают яйца на отдаленном пляже Лара. Из-за нетронутой природы Акамас сегодня является популярным туристическим направлением для туристов.
На юго-востоке Акамаса, к югу от Лара-Бич, находится ущелье Авакас длиной 3 км, а местами шириной всего несколько метров вдоль реки Авгас.
На полуострове находится так называемая купальня Афродиты, небольшой грот с пресноводным бассейном. Легенда гласит, что здесь Афродита веселилась со своим любовником Адонисом. Говорят, что Арес убил Адониса из ревности, пока Афродита ждала его в гроте.